# Norton Ghost
Norton Ghost (dobesedno »duh«, sicer pa kratica za General Hardware-Oriented System Transfer), je računalniški program za kloniranje podatkov na trdem disku podjetja Symantec. Namen je izdelovanje varnostnih kopij celotnega sistema, vključno z vsemi dokumenti, sistemskimi datotekami, gonilniki idr. Ghost ustvari datoteko s posnetkom (image) vseh podatkov, ki jo je nato možno skopirati na drug pomnilniški medij in uporabiti po potrebi. Najnovejša različica ponuja med drugim možnost hkratnega zapisovanja na mrežne in lokalne naslove, ločeno posodabljanje delov posnetka, kreiranje zagonskega (bootable) CD-ja in prikaz posnetka kot virtualni pogon.
Aplikacijo je leta 1995 razvil novozelandski programer Murray Haszard. Njegovo podjetje in tehnologijo je Symantec odkupil leta 1998. Zadnja različica ima zaporedno številko 15. Symantec program trži ločeno in kot del različnih programskih paketov.